# Jong-Hegelianen

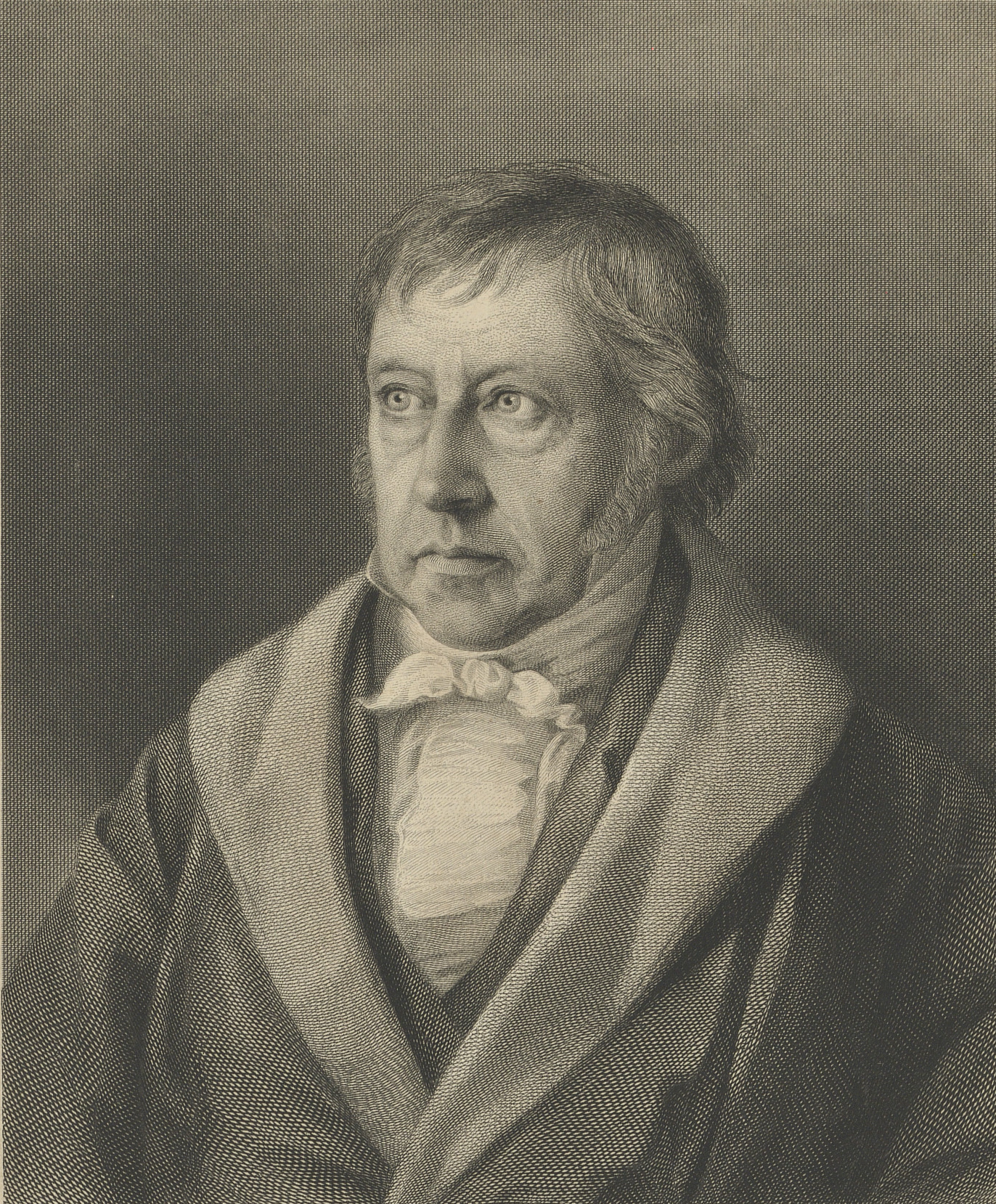
Georg Wilhelm Friedrich Hegel

De Jong-Hegelianen of Links-Hegelianen waren een school van Duitse filosofen, allen studenten en docenten aan de Universiteit van Berlijn rond 1830. Zij volgden de dialectische filosofie van Hegel, maar trokken hieruit andere filosofische en politieke conclusies. Waar Hegel volgens de Rechts-Hegelianen de dialectische ontwikkeling van de wereldgeschiedenis liet ophouden bij de vorming van de Pruisische staat in zijn eigen tijd, waren de Jong-Hegelianen niet tevreden met deze staat, waarin armoede, censuur en religieuze vervreemding heersten. Zij verwachtten verdere dialectische ontwikkeling.
De belangrijkste Jong-Hegelianen waren David Strauss, Bruno Bauer, Ludwig Feuerbach. Ook de jonge Karl Marx wordt wel onder hen geschaard, maar die rekende later in zijn Stellingen over Feuerbach en De Duitse ideologie met hen af. 